# Famille Gagini
Les Gagini ou Gaggini est une famille d'architectes et de sculpteurs, originaire de Bissone sur le Lac de Lugano active aux XVe et XVIe siècles surtout à Gênes et en Sicile.

## Histoire
Les Gagini ou Gaggini sont une famille d'artistes, d'architectes, de peintres et surtout de sculpteurs originaire de Bissone sur le lac de Lugano qui s'est déplacée au XVe siècle à Gênes, se divisant ensuite en deux branches distinctes. La première branche active dans le nord de l'Italie, la France et l'Espagne, tandis que la seconde, à partir de la seconde moitié du XVe siècle, était active en Sicile et en Calabre.

## Principaux personnages
- Beltrame Gagini sculpteur à Gênes et ses trois fils :
  - Giovanni Gagini
  - Pace Gagini
  - Pietro Gagini et ses deux fils :
    - Domenico Gagini (142?-1492), sculpteur à Florence et à Gênes, à Naples et à Palerme et son fils :
      - Antonello Gagini (1478-1536) son frère, sculpteur italien actif en Sicile et Calabre et ses cinq fils :
        - Antonio Gagini (ou Antonino, 151?-1574)
        - Fazio Gagini (152?-1567)
        - Giacomo Gagini (1517-1598)
        - Giandomenico Gagini (1503-156?)
        - Vicenzo Gagini (1527-1595)
        - Pasio Gagini (vers 1470 - vers 1525) sculpteur italien